# Henry Pym
Dr. Henry "Hank" Pym is een personage uit de strips van Marvel Comics, en een van de oprichters van het superheldenteam de Avengers. Hij werd bedacht door Stan Lee en Jack Kirby, en verscheen voor het eerst in Tales to Astonish #27 (Januari 1962).
Als chemicus, bioloog en uitvinder van kunstmatige intelligentie is Pym een van de briljantste wetenschappers in het Marvel universum. Hij is onder andere bekend als uitvinder van de zogenaamde "Pym particles", een substantie die hem in staat stelt zijn eigen lichaamsformaat en het formaat van anderen aan te passen.
In de loop der jaren heeft Henry Pym al verschillende superheld alter ego's gehad. Oorspronkelijk stond hij bekend als Ant-Man (Miereman). Later werd dat Giant-Man (Reuzeman), toen Goliath en ten slotte Yellowjacket (de Horzel). Henry’s oude superheld alter-egos zijn later (tijdelijk) overgenomen door anderen. Ook besloot Henry een tijdje te stoppen met zijn gekostumeerde alter ego's en vocht met het team mee als "Doctor Pym".
De Nederlandse stem van Henry Pym is Dennis Willekens, voorheen was dit Job Redelaar.

## Biografie
Dr. Henry “Hank” Pym was een Amerikaanse biochemicus. Op een gegeven moment trouwde hij met de Hongaarse vrouw Maria Trovaya. Hun huwelijk duurde maar kort omdat Maria werd gedood door de Hongaarse geheime politie. Kort daarop ontdekte Hank Pym een zeldzame groep van subatomaire deeltjes die hij “Pym Particles” (letterlijk: Pymdeeltjes) noemde, en waarvan hij een formule wist te maken die iets of iemand kon doen krimpen.
Hij testte de formule op zichzelf en ontdekte zo dat de deeltjes nog veel sterker waren dan hij al dacht. Een type van de deeltjes kon voorwerpen doen krimpen terwijl het andere type de dingen weer kon doen groeien tot hun oude formaat. Tijdens zijn onderzoek werd Hank per ongeluk verkleind tot het formaat van een insect en hij ontsnapte maar net aan een groep mieren.
Na het gedrag van mieren uitvoerig te hebben bestudeerd, creëerde Hank een cyber-helm die hem in staat stelde om met insecten te communiceren en hen commando’s te geven. Hij nam de identiteit van de superheld Ant-Man aan, en bevocht vele superschurken en monsters.
Later nam Dr. Vernon Van Dyne contact op met Hank en vroeg zijn hulp voor het maken van contact met aliens. Hank weigerde, maar werd verliefd op Vernons dochter Janet Van Dyne. Nadat Vernon werd gedood door een alien, vroeg Janet Hanks hulp om haar vaders dood te wreken. Hank onthulde zijn superheld-identiteit aan haar. Hij gaf Janet ook een behandeling met de Pym particles zodat ze net als hij kon krimpen en groeien, en gaf haar wespvleugels onder haar schouders (die verdwenen als ze haar normale formaat aannam). Zij werd zo de superheldin Wasp. Samen spoorden ze Vernons moordenaar op en versloegen hem. Hierna vormden de twee een permanent superheldenduo. Later waren ze eveneens twee van de oprichters van de Avengers.
Toen Hank een nieuw soort Pym Particles ontdekte die hem juist kon vergroten in plaats van verkleinen, nam hij de superheldidentiteit Giant-Man aan, later die van Goliath.
Hank kreeg echter een serie mentale problemen te verduren. Kort voor zijn huwelijk met Janet kreeg hij een inzinking met geheugenverlies tot gevolg. Hierdoor ontwikkelde hij de "Yellowjacket" persoonlijkheid, waarvan hij beweerde dat deze het resultaat was van zijn onderbewuste verlangen om de remmingen die hem weerhielden Janet ten huwelijk te vragen uit de weg te ruimen. Pas na zijn huwelijk genas hij volledig.
Enkele jaren later onderging Hank een nieuwe inzinking en werd extreem paranoïde. Hij werd hierdoor dominant en verbaal wreed tegenover Janet. Op het dieptepunt van deze inzinking beraamde hij een plan om zichzelf in een goed daglicht te stellen tegenover zijn mede-Avengers door een aanval op hen uit te voeren die alleen hij zou kunnen stoppen. Toen dit uitkwam werd Hank uit het team gezet. Kort daarop volgde de scheiding tussen hem en Janet.
Later werd echter onthuld dat Hanks vreemde gedrag een onderdeel was van het plan van de nieuwe leider van de Masters of Evil en superschurk Egghead (waarvan men toen dacht dat hij dood was) om Hanks reputatie te ruïneren en hem ertoe aan te zetten de nationale reserve adamantium te laten stelen. Het plan werkte perfect en Hank werd gevangen en beschuldigd van de misdaad. Pas toen Hawkeye Egghead wist te ontmaskeren werden alle beschuldigingen tegen Hank ingetrokken.
Nu Hanks mentale inzinking voorbij was sloot hij zich weer aan bij de Avengers, ditmaal bij hun Weast Coast team. Hij stopte echter een tijdje met de gekostumeerde alter ego's en hielp hen als "Dr. Pym". Hoewel hij zich had voorgenomen nooit meer de Yellowjacket identiteit te gebruiken (want dat kostuum droeg hij ook tijdens zijn mentale inzinking), kwam hij hier later op terug en werd toch weer Yellowjacket om het verleden geheel af te sluiten. Toen het originele Avengersteam uit elkaar viel verhuisden Hank en Janet, met wie hij opnieuw een relatie opbouwde, naar Engeland waar Hank een baan had genomen aan de Universiteit van Oxford.
Zowel Hank, wederom in zijn Yellowjacket persoonlijkheid, als Wasp vochten mee aan de kant van Iron Man in het verhaal getiteld Civil War.

## Krachten en vaardigheden
Dr. Hank Pym is een wetenschappelijk genie van het hoogste niveau, met ervaring op het gebied van robotica, cybernetica en biochemie. In zijn carrière creëerde hij onder andere de robot Ultron, repareerde Vision meerdere malen en vond voor de Avengers een hoop gadgets uit.
Zijn grootste ontdekking zijn de "Pym particles", waarvan de mogelijkheden hebben geleid tot Hanks verschillende superheld alter ego's. Eerst kon hij zichzelf doen krimpen en stond bekend als Ant-Man, en later kon hij uitgroeien tot een reus en stond bekend als Giant-Man en Goliath. In het begin gebruikte Hank capsules gevuld met Pym Particles om te groeien/krimpen en later stapte hij over op een pym particles gas. Maar inmiddels heeft zijn lichaam zoveel pym particles geabsorbeerd dat hij op commando kan groeien/krimpen. In zijn miniatuur vorm beschikt hij over bovenmenselijke kracht.
Als Yellowjacket gebruikte Hank zijn vaardigheid om te krimpen samen met een bio-energie geweer. Daarnaast draagt hij altijd een speciale helm waarmee hij insecten (vooral mieren) kan commanderen. Op een gegeven moment ontdekte Hank dat hij het Pym particles veld rondom zijn lichaam kon gebruiken om voorwerpen waarmee hij contact maakte eveneens te doen groeien/krimpen. Dit stelde hem in staat om verschillende gadgets en uitvindingen bij zich te dragen.

## Opvolgers
Een aantal andere superhelden, en zelfs een paar superschurken, hebben in de loop der jaren Hanks oude superheldkostuums en alter ego's overgenomen.
- Clint Barton, beter bekend als Hawkeye nam in Avengers #63 de rol van Goliath over kort nadat Hank Yellowjacket werd.

- Dr.Bill Foster was Hanks labassistent. Hij gebruikte tijdelijk de Giant Man identiteit. Ook stond hij kort bekend als Black Goliath voordat hij met pensioen ging. Hij kwam om in Civil War #4 toen hij weer even de Goliath identiteit aannam, maar werd gedood door een kloon van Thor

- Scott Lang was een ex-dief die een tijdje de rol van Ant-Man overnam. Hij kwam om in Avengers #500.

- Erik Josten, oorspronkelijk bekend als de superschurk Power Man, nam uiteindelijk de krachten van Goliath over. Hij gebruikte hierbij echter de naam Atlas. Als Atlas is hij tot op de dag van vandaag lid van de Thunderbolts.

- Rita DeMara werd geïntroduceerd in Avengers #264 als een superschurk. Ze nam tijdelijk de identiteit van Yellowjacket over en was lid van twee versies van de Masters of Evil.

- Eric O'Grady is de nieuwste "held" die de rol van Ant-Man op zich heeft genomen. Hij is een lage S.H.I.E.L.D. agent die toevallig Hank Pyms nieuwste Ant-Man pak vond. Hij gebruikt dit pak echter vooral om zichzelf te helpen in plaats van de mensheid.

## Ultimate Henry Pym
In het Ultimate Marvel universum is Henry "Hank" Pym een briljante, maar geestelijk zwakke wetenschapper die Fluoxetine neemt en getrouwd is met Janet Pym, née van Dyne. Hij werd door S.H.I.E.L.D. uitgekozen om te werken aan het “Super soldaten project”. Hank is tevens de superheld "Giant-Man", die zichzelf kan vergroten tot een lengte van maximaal 59 voet (60 voet is het punt waarop zijn lichaam zijn eigen massa niet meer kan dragen). Hij verkreeg deze kracht na wat experimenten met het bloed van zijn vrouw Janet, die een mutant is.
In deze continuïteit is vaak gewelddadig tegenover zijn vrouw (gelijk aan de korte verhaallijn uit de standaard strips). Hij probeerde dit te veranderen via medicijnen, en door zich samen met Janet aan te sluiten bij de Ultimates. Maar zijn vernedering na een verliest tegen de Hulk en zijn jaloezie over Janets “vriendschap” met Captain America deed hem in zijn oude gewoonten vervallen. Hierna werd hij door Captain America uit het team gezet.
Henry leek zijn gewelddadige gedrag onder controle te hebben gekregen en probeerde wanhopig weer toegelaten te worden in het Ultimates team, nu als de held "Ant-Man". Toen S.H.I.E.L.D een heel team van “Giant-Men” die wel de 60 voet limiet konden doorbreken maakte, sloot Henry zich aan bij de Defenders.

## Henry Pym in andere media

### Televisie
- Henry Pym verscheen in de korte animatieserie The Avengers: United They Stand, waarin zijn stem werd gedaan door Rod Wilson.
- Henry Pym verscheen eveneens in de animatieserie Fantastic Four: World's Greatest Heroes als Ant-Man, waarin hij het team helpt hun normale formaat terug te krijgen na een ongeluk.
- Henry Pym heeft als zowel Ant-Man als Giant-Man een rol in de animatieserie The Avengers: Earth's Mightiest Heroes.

### Films
- Henry Pym was een hoofdpersonage in de animatiefilms Ultimate Avengers en Ultimate Avengers 2, waarin zijn stem werd gedaan door Nolan North.

- Een film over Henry Pym getiteld Ant-Man stond gepland voor 2008, maar dit project werd stopgezet.

### Marvel Cinematic Universe
Hank Pym verschijnt sinds 2015 in het Marvel Cinematic Universe, waarin hij wordt gespeeld door Michael Douglas. In deze film echter niet zelf Ant-Man, maar de mentor van Scott Lang, gespeeld door Paul Rudd. Een jongere versie van Hank Pym (in de tijd dat hij nog wel Ant-Man was) wordt gespeeld door Dax Griffin. Tevens komt hij voor in de volgende films en serie:
- Ant-Man (2015)
- Ant-Man and the Wasp (2018)
- Avengers: Endgame (2019)
- What If…? (2021-2023) (stem) (Disney+)
- Ant-Man and the Wasp: Quantumania (2023)